# Września (Góry Świętokrzyskie)
Września (zwany również Wrześna) - szczyt (370 n.p.m.) w Górach Świętokrzyskich w Paśmie Cisowskim, położony na płd.-wsch. od Daleszyc.
Jest to całkowicie pokryte lasami dwuwierzchołkowe (niższy szczyt - 363 m) wzniesienie w zachodniej części Pasma Cisowskiego. Z jej niższego wierzchołka ku zachodowi i północy odgałęziają się boczne grzbiety (Komorowiec - 319 m i Ostra Górka - 343 m). Pomiędzy Wrześnią a Ostrą Górką znajduje się uroczysko Strzelnica. Tu w latach 1863–64 w czasie trwania powstania styczniowego obozował pułk stopnicki korpusu generała Bosaka, dowodzony przez pułkownika Kalitę (pseud. Rębajło). W tym samym miejscu w latach 1942–43 miał swoje leśne kwatery oddział AK "Barabasza".
Około 250m od szczytu znajduje się niewielkie rumowisko skalne (gołoborze) zbudowane z piaskowców dewońskich o średnicy do 1,5m.
Przez szczyt przechodzi  niebieski szlak turystyczny z Chęcin do Łagowa.